# هواسونغ-12

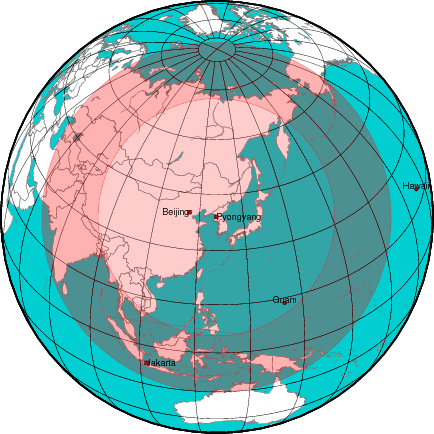
مدى هواسونغ-12 الفعال والاقصى

هواسونغ-12 (بالكورية: 화성 12) ومعناه «المريخ-12» بالعربية، هو صاروخ باليستي تكتيكي من إنتاج كوريا الشمالية. تم الكشف عن هواسونغ-12 لأول مرة للمجتمع الدولي في موكب عسكري في 14 نيسان 2017 في احتفال يوم الشمس الذي هو ذكرى عيد ميلاد الرئيس المؤسس لكوريا الشمالية كم إل سونغ.

## قائمة تجارب هواسونغ-12
| التجربة | التاريخ       | موقع الاطلاق      | النتيجة | ملاحظة |
| ------- | ------------- | ----------------- | ------- | --- |
| 1       | 4 نيسان 2017  | سینبو             | فشل     | حلق الصاروخ ذو المدى التصميمي البالغ 189 كيلومتر مسافة 60 كيلومتر قبل أن ينفجر قبل إنهاء الرحلة.                                                            |
| 2       | 15 نيسان 2017 | سینبو             | فشل     | انفجر الصاروخ بعد 4 أو 5 ثواني بعد الإطلاق. |
| 3       | 28 نيسان 2017 | محافظة بكتشانغ    | فشل     | حلق الصاروخ 40 كيلومتر قبل أن ينفجر. |
| 4       | 14 أيار 2017  | کوسونغ            | نجح     | أطلق الصاروخ ذو المدى التصميمي البالغ 2,111.5 كيلومتر، بأعلى زاوية حتى لا يؤثر على أمن الدول المجاورة وانطلق لمسافة 787 كيلومتر قبل أن يسقط في بحر اليابان. |
| 5       | 29 آب 2017    | مطار سونان الدولي | نجح     | أطلق الصاروخ بزاوية عادية وانطلق لمسافة 2,700 كيلومتر ووصل إلى ارتفاع 550 كيلومتر وحلق فوق هوكايدو شمال اليابان قبل أن يسقط في المحيط الهادي.               |
| 6       | 15 أيلول 2017 | مطار سونان الدولي | نجح     | أطلق الصاروخ بزاوية عادية وانطلق لمسافة 3700 كيلومتر ووصل إلى ارتفاع 770 كيلومتر وحلق فوق هوكايدو شمال اليابان قبل أن يسقط في المحيط الهادي.                |